# Монтальбо
Монтальбо (ісп. Montalbo) — муніципалітет в Іспанії, у складі автономної спільноти Кастилія-Ла-Манча, у провінції Куенка. Населення — 754 особи (2010).
Муніципалітет розташований на відстані близько 110 км на південний схід від Мадрида, 50 км на південний захід від Куенки.

## Демографія
Динаміка населення (INE ):